# Nå er begeret nådd
Nå er begeret nådd är ett musikalbum med Øystein Sunde. Albumet spelades in i Fagerbord Studio i Oslo och i Masterlink Studios i Nashville. "Peiling på seiling"/"Kantslått" och "Snøfreser'n"/"FBI" utgavs som singlar och albumet Nå er begeret nådd utgavs som CD 1 mars 1999 av skivbolaget Spinner Records. 2017 återutgavs albumet som LP.

## Låtlista
1. "Folk til slikt" – 4:22
2. "Datterdattera" – 1:37
3. "Sokka mine" – 3:40
4. "Engelsk bil" – 3:35
5. "Lagt det på et lurt sted" – 2:54
6. "Kulingbarsel" – 2:51
7. "Peiling på seiling" – 2:42
8. "Alt går i stykker" – 2:32
9. "Snøfreser'n" – 3:37
10. "Kantslått" – 3:00
11. "Så det, så!" – 3:41
12. "Nå er begeret nådd" – 2:59

- Alla låtar skrivna av Øystein Sunde.

## Medverkande
- Øystein Sunde – sång, elektrisk gitarr, akustisk gitarr, steelgitarr, körsång

Bidragande musiker (Oslo)
- Knut Hem – trummor (på "Folk til slikt", "Lagt det på et lurt sted", "Alt går i stykker")
- Rune Arnesen – trummor (på "Engelsk bil", "Snøfreser'n", "Nå er begeret nådd")
- Jørun Bøgeberg – basgitarr (på "Folk til slikt", "Lagt det på et lurt sted")
- Gjermund Silset – kontrabas (på "Engelsk bil", "Peiling på seiling", "Snøfreser'n"
- Christian Frank – kontrabas, bassaxofon (på "Datterdattera", "Alt går i stykker")
- Tom Salisbury – piano, hammondorgel (på "Folk til slikt", "Lagt det på et lurt sted", "Alt går i stykker")
- Stein Bull-Hansen – elektrisk gitarr (på "Engelsk bil", "Snøfreser'n")
- Børre Frydenlund – tenorbanjo (på "Alt går i stykker")
- Stian Carstensen – dragspel (på "Engelsk bil", "Peiling på seiling", "Snøfreser'n")
- Lillebror Vasaasen – durspel (på "Datterdattera")
- Einar Mjølsnes – hardingfela (på "Kantslått")
- Kari Iveland – körsång (på "Folk til slikt", "Lagt det på et lurt sted", "Så det, så!")
- Christine Meyer - körsång (på "Folk til slikt", "Lagt det på et lurt sted")
- Marian Lisland – körsång (på "Folk til slikt", "Lagt det på et lurt sted")
- Elisabeth Moberg – körsång (på "Lagt det på et lurt sted", "Så det, så!")
- Eldar Vågan – körsång (på "Snøfreser'n")
- Johnny Sareussen – körsång (på "Snøfreser'n")
- Halvdan Sivertsen – körsång (på "Snøfreser'n")

Bidragande musiker (Nashville, elektrisk session)
- Michael Rhodes – basgitarr (på "Så det, så!", "Nå er begeret nådd")
- Craig Krampf – trummor (på "Så det, så!")
- John Willis – akustisk gitarr (på "Så det, så!")
- Reggie Young – elektrisk gitar (på "Så det, så!", "Nå er begeret nådd")
- Buddy Emmons – steelgitarr, hammondorgel (på "Så det, så!", "Nå er begeret nådd")
- David Briggs – piano på ("Så det, så!")
- Rob Hajacos – fiol (på "Så det, så!", "Nå er begeret nådd")

Bidragande musiker (Nashville, akustisk session)
- Barry Bales – basgitarr (på "Sokka mine", "Kulingbarsel")
- Dennis Crouch – basgitarr (på "Kantslått")
- Sam Bush – mandolin (på "Sokka mine", "Kulingbarsel")
- Aubrey Haynie – mandolin, fiol (på "Sokka mine", "Kulingbarsel", "Kantslått")
- Jerry Douglas – dobro (på "Sokka mine", "Kulingbarsel")
- Rob Ickes – dobro (på "Kantslått")
- Scott Vestal – banjo (på "Sokka mine", "Kulingbarsel", "Kantslått")
- Russ Barenberg – akustisk gitarr (på "Sokka mine", "Kulingbarsel", "Kantslått")

Produktion
- Johnny Sareussen – musikproducent (Oslo)
- Øystein Sunde – musikproducent (Oslo och Nashville)
- Audie Ashworth – musikproducent (Nashville)
- Per Sveinson – ljudtekniker (Oslo)
- Chad Haley – ljudtekniker (Nashville)
- H. David Henson – ljudtekniker (Nashville)
- Ola Johansen – mastering